# Naruto: Ultimate Ninja Heroes 2 - The Phantom Fortress
Naruto: Ultimate Ninja Heroes 2 - The Phantom Fortress est un jeu vidéo sur la console PSP, disponible depuis 2008 aux États-Unis et en France.

## Trame

### Synopsis
Tous les ninjas de Konoha, le village caché de la feuille, sont en alerte ! Un château effrayant vient en effet de se matérialiser dans les airs, juste au-dessus du village…
Une équipe de ninja part en éclaireur sur les ordres de Tsunade mais, comme à son habitude Naruto n'attend pas les ordres et fonce en direction du danger.

### Liste des personnages jouables
- Naruto Uzumaki
- Sasuke Uchiwa
- Sakura Haruno
- Shikamaru Nara
- Ino Yamanaka
- Chôji Akimichi
- Kiba Inuzuka
- Hinata Hyuga
- Shino Aburame
- Rock Lee
- Neji Hyuga
- Tenten
- Gaara
- Kakashi Hatake
- Gaï Maito
- Hiruzen Sarutobi
- Shizune
- Jiraya
- Tsunade
- Orochimaru
- Kabuto Yakushi
- Itachi Uchiwa
- Kisame Hoshigaki

Mode menus: le mugenjo , heros , contre ia  ,  sans fil scénario, chez naruto  , option